# Gustavo da Roza

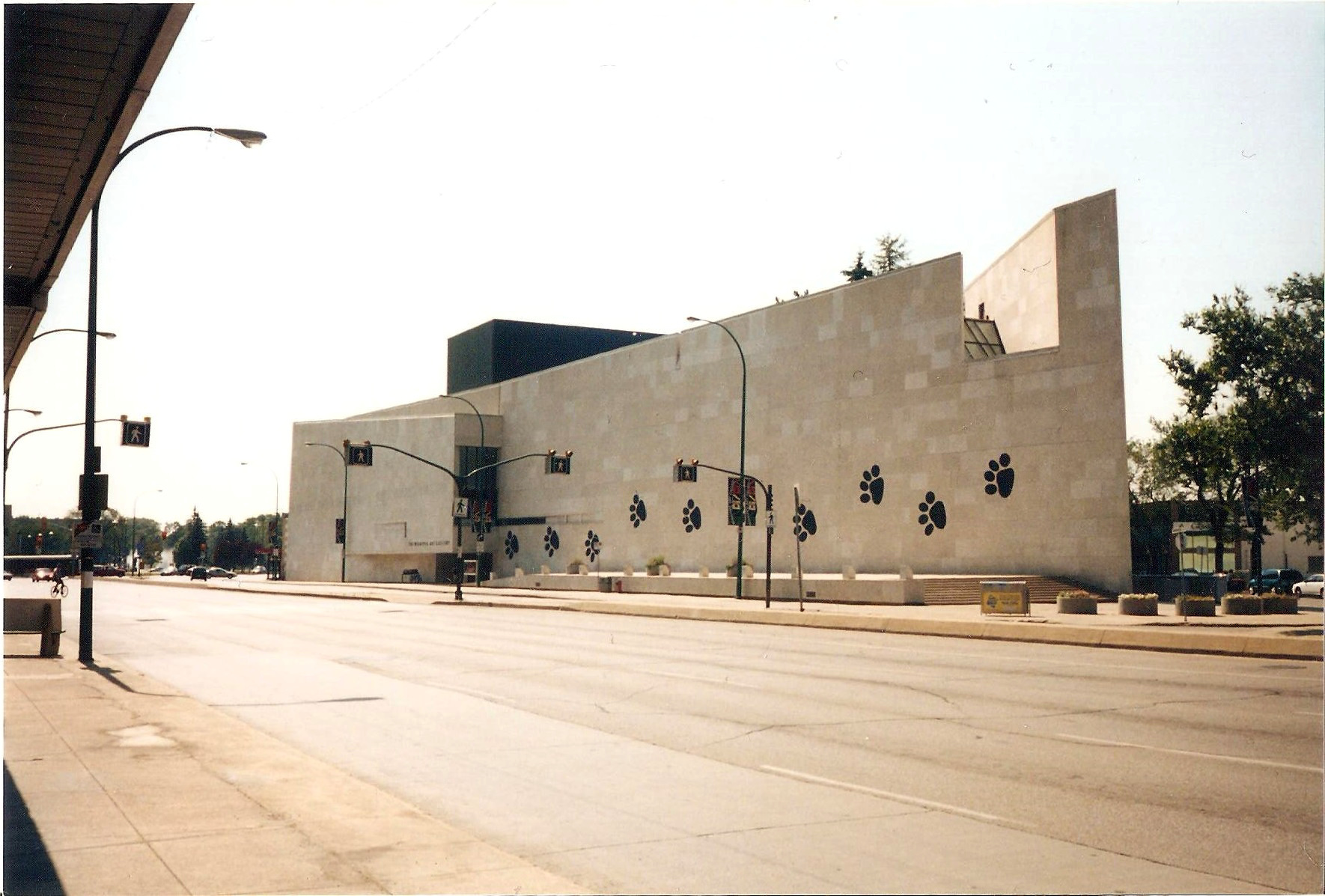
Winnipeg Art Gallery (2003)

Gustavo Uriel da Roza II (* 24. Februar 1933 in Hongkong; † 24. April 2022 in Surrey, British Columbia) war ein kanadischer Architekt, bekannt für seine innovativen Beiträge zur Architektur in Kanada.

## Leben
Gustavo da Roza wurde 1933 in Hongkong als Sohn portugiesisch-chinesischer Eltern geboren und studierte ab 1955 Architektur (mit Auszeichnung) an der Universität von Hongkong. Danach zog er nach Kalifornien, wo er einige Projektarbeiten übernahm. Später, 1959, erhielt er einen Ferienjob bei The Architects Collaborative in Cambridge, Massachusetts. Dieses Architekturbüro war vom ehemaligen Bauhaus-Direktor Walter Gropius gegründet worden; Gustavo da Roza arbeitete dort unter anderem an Entwürfen für die Philips Academy in Andover, Massachusetts. Von 1958 bis 1960 lehrte Gustavo da Roza außerdem am College of Environmental Design der University of California, Berkeley.

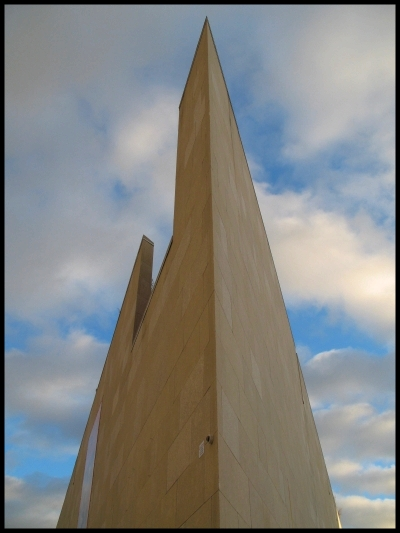
Detail

1960 zog er nach Winnipeg, Kanada, um eine Stelle an der Fakultät für Architektur der Universität von Manitoba anzunehmen. Dort lehrte er bis 1990, zuletzt als Direktor der Fakultät. 1992 ließ sich Gustavo da Roza in Vancouver nieder, wo er bis zu seinem Tod am 24. April 2022 als Architekt tätig war. Sein Werk zählt zu den wichtigsten Einflüssen auf die kanadische Architektur des 20. Jahrhunderts, sowohl in der Praxis als auch in der Lehre.
Gustavo da Roza war ein Pionier auf dem Gebiet des erschwinglichen Wohnraums und des energieeffizienten Bauens. Für seine Entwürfe erhielt er zahlreiche Auszeichnungen, darunter Preise für Wohnbauprojekte und energieeffiziente Gebäude. Gustavo da Roza kritisierte ineffiziente Bauweisen und setzte sich für eine nachhaltige, funktionale Architektur ein, die den klimatischen Bedingungen Rechnung trägt. Sein Werk, insbesondere die Winnipeg Art Gallery, bleibt ein Symbol der modernen kanadischen Architektur und inspiriert Architekten bis heute.

## Werke (Auswahl)
Zu den bekanntesten Arbeiten von Gustavo da Roza zählt die Winnipeg Art Gallery (WAG), die 1971 fertiggestellt wurde. Sie gilt als Symbol für ein fortschrittliches Winnipeg und beherbergt zahlreiche Ausstellungsräume, ein Auditorium, Studios und eine Dachterrasse. Weitere Werke umfassen das Gull Harbour Resort (Hecla Island), die Mountain Avenue Bank of Montreal (1971) und die Kirche der Unbefleckten Empfängnis in Winnipeg.

## Auszeichnungen
- Officer of the Order of Canada (1988)
- Fellow des Royal Architectural Institute of Canada
- Queen Elizabeth II Diamond Jubilee Medal (2012)
- Commander des portugiesischen Ordens des Infanten Dom Henrique

Gustavo da Roza war zudem ein aktives Mitglied der portugiesischen Gemeinschaft in Kanada und diente von 1970 bis 1988 als Honorarkonsul Portugals in Winnipeg.